# マルチナ・ナブラチロワ
マルチナ・ナブラチロワ（Martina Navrátilová チェコ語発音: [ˈmartɪna ˈnavraːcɪlovaː], 1956年10月18日 - ）は、チェコスロバキア（当時、現在チェコ共和国）プラハ出身の元女子プロテニス選手。ウィンブルドン選手権の大会史上最多優勝記録（9勝）、WTAツアーの最多優勝記録（シングルス167勝、ダブルス177勝）など、数々の歴史的な記録を樹立した名選手である。4大大会シングルス通算18勝はライバルのクリス・エバートと並ぶ女子歴代4位タイ記録。左利きの選手で、ネット・プレーを最も得意にしている。
1975年に祖国を離れてアメリカに亡命し、1981年に米国市民権を取得したが、2008年1月9日にチェコ国籍を再取得、現在は二重国籍である。
2010年4月7日、雑誌「People」で乳がんであることを告白した。

## キャリア
出生名は「マルティナ・シュベルトヴァー」（Martina Šubertová チェコ語発音: [ˈmartɪna ˈʃubɛrtovaː]）。3歳の時に実の両親が離婚、その後母親がミロスラフ・ナブラチルと再婚したことから、継父の姓の女性形を名乗って「ナブラチロワ（チェコ語はナブラチロバ）」になった。1975年、共産主義国のチェコスロバキアを離れてアメリカに亡命。1978年のウィンブルドン選手権で4大大会初優勝を果たした（この時点ではまだチェコスロバキア国籍であった）。1981年7月に米国市民権を取得。以降アメリカ国籍でプレーし、同年全豪オープン で米市民権取得後初優勝を果たした。
初期のナブラチロワには精神面の弱さや亡命問題のストレスなどがあり、選手としての開花は25歳を過ぎてからであったが、1981年の全豪オープン優勝を契機に無敵の強さを発揮し始める。1982年に全仏オープンとウィンブルドン選手権を制覇して4大大会3連勝。この年からウィンブルドン選手権における、前人未到の6連覇が始まる。1983年のウィンブルドン選手権から1984年の全米オープンまで、2年間にまたがる4大大会6連勝を達成。しかし年末開催の全豪オープン準決勝でヘレナ・スコバに敗れ、“年間”グランドスラムを逃してしまう（4年後の1988年にシュテフィ・グラフが年間グランドスラムを達成したため、ナブラチロワの2年間にまたがる記録は「グランドスラム」認定から取り消された）。1983年全仏オープン4回戦で敗れた後、1983年は3つのグランドスラムを含む全てのトーナメントで優勝し、1983年をマッチ86勝1敗でシーズンを終え、勝率は98.9%に達した。さらに翌年の1984年は、年初のトーナメントでハナ・マンドリコワに敗れるが、その後全豪オープン準決勝で敗れるまで74連勝を記録した。この記録は現在も男女を通じて最長である。1987年にウィンブルドン選手権で6連覇を達成。この時から彼女は1938年に同選手権「8勝」を挙げた往年の名選手、ヘレン・ウィルス・ムーディの記録を更新する目標を掲げた。しかし1988年の同選手権決勝で19歳の新女王シュテフィ・グラフに敗れ、大会7連覇を逃した。グラフには1989年の決勝でも敗れている。1990年の決勝戦で黒人選手のジーナ・ガリソンに完勝し、宿願のウィンブルドン選手権「9勝」を果たす。52年間大会歴代1位であったムーディの記録はこうして破られた。
1994年を「シングルス最後の年」と位置づけたナブラチロワは、あまり得意ではないクレーコートの全仏オープンに6年ぶりの参加を決めたが、1回戦敗退に終わる。最後のウィンブルドン選手権では4年ぶりの決勝に進出したが、スペインのコンチタ・マルティネスに敗れて大会10勝目を逃した。同年11月の女子ツアー年間最終戦「バージニア・スリムズ選手権」において、女子テニス選手として初めての「引退式典」がナブラチロワの偉業を讃えて開催された。38歳に至るまで第一線で活躍したナブラチロワは、世界ランキング4位で現役を退いた。
ナブラチロワはダブルス選手としても、様々なパートナーたちと組んで数々の歴史的な記録を残してきた。キャリアの初期にはビリー・ジーン・キング夫人と組むことが多く、後にパム・シュライバーと組んで4大大会の女子ダブルスに20勝を記録した。2人のペアは1983年ウィンブルドンから1985年全仏オープンまで4大大会に「8大会連続優勝」を飾り、1983年 - 1985年にかけて女子ダブルス109連勝の記録を樹立する。前人未到の大記録は、1985年のウィンブルドン女子ダブルス決勝で止まった。2人の連勝記録を止めたのは、キャシー・ジョーダン（アメリカ）＆エリザベス・スマイリー（オーストラリア）組であった。
1994年にシングルスの第一線から引退した後、ナブラチロワは6年後の2000年全米オープンでダブルスに現役復帰を果たす。ダブルス復帰から3年後、2003年全豪オープンと2003年ウィンブルドンの混合ダブルスで、インドのリーンダー・パエスと組んで優勝した。全盛時代のナブラチロワは全豪オープンの混合ダブルス部門だけ優勝がなかった（1970年～1986年まで、全豪オープンでは、混合ダブルス部門の実施が無かった）ため、これで彼女の「ボックス・セット」（Boxed Set）が完成した。（ボックス・セット＝テニス用語で、テニス4大大会のすべてにおいて、男女シングルス・男女ダブルス・混合ダブルスの3部門に「キャリア・グランドスラム」を達成すること）彼女の4大大会初タイトルであった1974年全仏オープンの混合ダブルス部門から数えて、実に29年がかりで達成した「ボックス・セット」であった。ボックス・セット完成から3年後、ナブラチロワは2006年全米オープンの混合ダブルス部門で、ボブ・ブライアンとペアを組んで決勝に進出する。ナブラチロワとB・ブライアンはマルティン・ダム＆クベタ・ペシュケ組（ともにチェコ）を 6-2, 6-3 で破り、最後の舞台を優勝で飾った。

## ライフスタイル
ナブラチロワは現役生活中の一時期、菜食主義者、ベジタリアンとして生活していたことが明らかになっている。
しかし、1973年頃、食事で毎晩巨大ステーキを食べていたことが語られており、1985年頃には、焼いた鶏肉や魚やツナを食べていたことも紹介されている。また、2006年4月3日のラジオのトークショーでは、菜食で不足する栄養を補う為に再び魚を食するようになったことや、菜食主義を貫きながらアスリートであり続けることの難しさを語っていた。さらに、2009年の夏に行われたインタビューでは、7年間菜食主義をしていたが魚を再度食べ始めたことや、時々体が鶏肉などを渇望していること、時々タルタルステーキを食べたいことを語っている 。くわえて、2009年頃の食事内容として、鳥の胸肉や魚など、ベジタリアンが食べない食材を食べていることが紹介されており、現在はベジタリアンではない 。
これらのことから、現役時代のうち、1985年以降から2006年以前の間で約7年間、ベジタリアンとして生活しながらプレーしていたことがわかる。

## 社会運動での業績
ナブラチロワは数々の政治運動や社会運動に積極的に関わっている。著書『Being Myself』の中で、レズビアンであることをカミングアウトして以来、差別と自己否定に苦しむLGBTの若者たちを勇気づける講演活動を続けている。コロラド州がLGBTの権利を否定する憲法修正条項の導入を計画した時、ナブラチロワはこれを阻止するための集団訴訟の原告団に名前を連ね、メディアを通じて反対運動を展開した。このような業績が認められ、2000年に人権団体「ヒューマン・ライツ・キャンペーン(Human Rights Campaign)」から表彰を受けている。さらに第1回ワールドアウトゲームズに参加して、モントリオール宣言の宣言文を読み上げた一人でもある。ゲイ・アイコンとしても知られる。
また、ナブラチロワは動物愛護運動に積極的であることが知られている。世界最大級の動物権利団体動物の倫理的扱いを求める人々の会の活動に従事し、また、家畜として飼われる羊の待遇を改善するようオーストラリアのジョン・ハワード首相に手紙を出す等の活動を行った 。

## その他
1997年に史上最年少で世界ランキング1位になったマルチナ・ヒンギスの名が、「ナブラチロワにあやかって」命名されたことはよく知られている。

2014年現地時間9月6日、USオープン男子準決勝・ノバク・ジョコビッチ対錦織圭戦とロジャー・フェデラー対マリン・チリッチ戦の間に、交際女性（ユリア・レミゴワ）に大スクリーンで公開プロポーズし、受け入れられた。

## 語録
「勝敗は大切ではない、という言葉を使いたがるのは敗者だ。」

## 記録
※オープン化以降
グランドスラムタイトル獲得数「59」
シングルス・女子ダブルス・混合ダブルス合計数。
グランドスラムダブルスタイトル獲得数「41」
女子ダブルス・混合ダブルス合計数。
グランドスラムダブルスタイトル獲得数「31」
女子ダブルスのみ。
4大大会すべて7回以上優勝
グランドスラムを1セットも落とさずに優勝「6回」
ウィンブルドン1983,1984,1986,1990 全米 1983,1987
グランドスラム準決勝進出「19連続」
1983年ウィンブルドン—1988年全豪
グランドスラム6年連続2冠以上
1982-1987
4大大会連続優勝回数「6」
マーガレット・コートとタイ記録
4大大会連続勝利数「45」
1983年ウィンブルドン1回戦-1984年全豪準々決勝
ウィンブルドン優勝数「9」
ウィンブルドン連覇数「6」
ウィンブルドン連勝回数「47」
1982年1回戦-1988年準決勝
ウィンブルドン通算勝利数「120」
ウィンブルドンシングルス・ダブルス両方7回以上優勝
ウィンブルドン連続決勝進出「9」
ウィンブルドン1セットも落とさず優勝「4回」
1983–1984,1986, 1990
WTAツアーチャンピオンシップ優勝「8」
WTAツアーチャンピオンシップ決勝進出「14」
WTAツアーチャンピオンシップ勝利数「60」
全タイトル獲得数「359」
シングルス・女子ダブルス・混合ダブルス合計数。また、シングルス・ダブルス共に最多記録
勝利数「1442」
年間シングルス勝率「98.9% (86–1)」
1983
女子シングルス連勝回数「74」
1984年2月20日〜1984年12月6日
※その他多数の歴代1位記録を持つ。

## 4大大会優勝

### 女子シングルス
- 全豪オープン：3勝（1981年・1983年・1985年）
- 全仏オープン：2勝（1982年・1984年）
- ウィンブルドン：9勝（1978年＆1979年・1982年-1987年・1990年）　［大会歴代1位、6連覇を含む］
- 全米オープン：4勝（1983年・1984年・1986年・1987年）

| 年     | 大会           | 対戦相手                 | 試合結果      |
| ------ | -------------- | ------------------------ | ------------- |
| 1978年 | ウィンブルドン | クリス・エバート         | 2-6, 6-4, 7-5 |
| 1979年 | ウィンブルドン | クリス・エバート・ロイド | 6-4, 6-4      |
| 1981年 | 全豪オープン   | クリス・エバート・ロイド | 6-7, 6-4, 7-5 |
| 1982年 | 全仏オープン   | アンドレア・イエガー     | 7-6, 6-1      |
| 1982年 | ウィンブルドン | クリス・エバート・ロイド | 6-1, 3-6, 6-2 |
| 1983年 | ウィンブルドン | アンドレア・イエガー     | 6-0, 6-3      |
| 1983年 | 全米オープン   | クリス・エバート・ロイド | 6-1, 6-3      |
| 1983年 | 全豪オープン   | キャシー・ジョーダン     | 6-2, 7-6      |
| 1984年 | 全仏オープン   | クリス・エバート・ロイド | 6-3, 6-1      |
| 1984年 | ウィンブルドン | クリス・エバート・ロイド | 7-6, 6-2      |
| 1984年 | 全米オープン   | クリス・エバート・ロイド | 4-6, 6-4, 6-4 |
| 1985年 | ウィンブルドン | クリス・エバート・ロイド | 4-6, 6-3, 6-2 |
| 1985年 | 全豪オープン   | クリス・エバート・ロイド | 6-2, 4-6, 6-2 |
| 1986年 | ウィンブルドン | ハナ・マンドリコワ       | 7-6, 6-3      |
| 1986年 | 全米オープン   | ヘレナ・スコバ           | 6-3, 6-2      |
| 1987年 | ウィンブルドン | シュテフィ・グラフ       | 7-5, 6-3      |
| 1987年 | 全米オープン   | シュテフィ・グラフ       | 7-6, 6-1      |
| 1990年 | ウィンブルドン | ジーナ・ガリソン         | 6-4, 6-1      |

### 女子ダブルス
- 全豪オープン：8勝（1980年／1982年-1985年・1987年-1989年）　［1986年の全豪オープンは開催せず。したがって大会7連覇］
- 全仏オープン：7勝（1975年・1982年・1984年-1988年）　［大会5連覇を含む］
- ウィンブルドン：7勝（1976年・1979年／1981年-1984年・1986年）　［シュライバーとの4連覇を含む］
- 全米オープン：9勝（1977年・1978年・1980年／1983年・1984年・1986年・1987年／1989年・1990年）

### 混合ダブルス
- 全豪オープン：1勝（2003年）
- 全仏オープン：2勝（1974年・1985年）
- ウィンブルドン：4勝（1985年・1993年・1995年／2003年）
- 全米オープン：3勝（1985年・1987年／2006年）

## 4大大会成績
略語の説明
| W | F | SF | QF | #R | RR | Q# | LQ | A | Z# | PO | G | S | B | NMS | P | NH |

W=優勝, F=準優勝, SF=ベスト4, QF=ベスト8, #R=#回戦敗退, RR=ラウンドロビン敗退, Q#=予選#回戦敗退, LQ=予選敗退, A=大会不参加, Z#=デビスカップ/BJKカップ地域ゾーン, PO=デビスカップ/BJKカッププレーオフ, G=オリンピック金メダル, S=オリンピック銀メダル, B=オリンピック銅メダル, NMS=マスターズシリーズから降格, P=開催延期, NH=開催なし.

### シングルス
| 大会           | 1973 | 1974 | 1975 | 1976 | 1977 | 1978 | 1979 | 1980 | 1981 | 1982 | 1983 | 1984 | 1985 | 1986 | 1987 | 1988 | 1989 | 1990 | 1991 | 1992 | 1993 | 1994 | 1995-2003 | 2004 | 通算成績 |
| -------------- | ---- | ---- | ---- | ---- | ---- | ---- | ---- | ---- | ---- | ---- | ---- | ---- | ---- | ---- | ---- | ---- | ---- | ---- | ---- | ---- | ---- | ---- | --------- | ---- | -------- |
| 全豪オープン   | A    | A    | F    | A    | A    | A    | A    | SF   | W    | F    | W    | SF   | W    | NH   | F    | SF   | QF   | A    | A    | A    | A    | A    | A         | A    | 46-7     |
| 全仏オープン   | QF   | QF   | F    | A    | A    | A    | A    | A    | QF   | W    | 4R   | W    | F    | F    | F    | 4R   | A    | A    | A    | A    | A    | 1R   | A         | 1R   | 51-11    |
| ウィンブルドン | 3R   | 1R   | QF   | SF   | QF   | W    | W    | SF   | SF   | W    | W    | W    | W    | W    | W    | F    | F    | W    | QF   | SF   | SF   | F    | A         | 2R   | 120-14   |
| 全米オープン   | 1R   | 3R   | SF   | 1R   | SF   | SF   | SF   | 4R   | F    | QF   | W    | W    | F    | W    | W    | QF   | F    | 4R   | F    | 2R   | 4R   | A    | A         | A    | 89-17    |

### ダブルス
| 大会           | 1973  | 1974  | 1975  | 1976  | 1977  | 1977  | 1978  | 1979  | 1980  | 1981  | 1982  | 1983  | 1984  | 1985  | 1986  | 1987  | 1988  | 1989  | 1990  | 1991  | 1992  | 1993  | 1994  | 1995  |
| -------------- | ----- | ----- | ----- | ----- | ----- | ----- | ----- | ----- | ----- | ----- | ----- | ----- | ----- | ----- | ----- | ----- | ----- | ----- | ----- | ----- | ----- | ----- | ----- | ----- |
| 全豪オープン   | A     | A     | 2R    | A     | A     | A     | A     | A     | W     | F     | W     | W     | W     | W     | –     | W     | W     | W     | A     | A     | A     | A     | A     | A     |
| 全仏オープン   | QF    | SF    | W     | A     | A     | A     | A     | A     | A     | SF    | W     | A     | W     | W     | W     | W     | W     | A     | A     | A     | A     | A     | 3R    | A     |
| ウィンブルドン | 1R    | 1R    | QF    | W     | F     | F     | QF    | W     | SF    | W     | W     | W     | W     | F     | W     | QF    | 3R    | SF    | QF    | SF    | SF    | A     | SF    | A     |
| 全米オープン   | 2R    | QF    | SF    | A     | W     | W     | W     | F     | W     | SF    | SF    | W     | W     | F     | W     | W     | SF    | W     | W     | 3R    | SF    | A     | A     | 2R    |
| DR             | 0 / 3 | 0 / 3 | 1 / 4 | 1 / 1 | 1 / 2 | 1 / 2 | 1 / 2 | 1 / 2 | 2 / 3 | 1 / 4 | 3 / 4 | 3 / 3 | 4 / 4 | 2 / 4 | 3 / 3 | 3 / 4 | 2 / 4 | 2 / 3 | 1 / 2 | 0 / 2 | 0 / 2 | 0 / 0 | 0 / 2 | 0 / 1 |

| 大会           | 1996–99 | 2000  | 2001  | 2002  | 2003  | 2004  | 2005  | 2006  | WR      |
| -------------- | ------- | ----- | ----- | ----- | ----- | ----- | ----- | ----- | ------- |
| 全豪オープン   | A       | A     | A     | A     | 3R    | 2R    | QF    | A     | 8 / 13  |
| 全仏オープン   | A       | 3R    | 1R    | 1R    | 3R    | SF    | 1R    | 2R    | 7 / 18  |
| ウィンブルドン | A       | QF    | QF    | 2R    | QF    | SF    | SF    | QF    | 7 / 28  |
| 全米オープン   | A       | 3R    | QF    | 3R    | F     | QF    | SF    | QF    | 9 / 27  |
| DR             | 0 / 0   | 0 / 3 | 0 / 3 | 0 / 3 | 0 / 4 | 0 / 4 | 0 / 4 | 0 / 3 | 31 / 86 |

## 参考資料
1. ↑  “伝説のテニス選手ナブラチロワ チェコ国籍を再取得”.   AFP通信 (2008年3月12日). 2008年3月22日閲覧。
2. ↑  “Martina Navratilova Has Breast Cancer”.   People誌 (2010年4月7日). 2010年4月8日閲覧。
3. ↑  全豪オープンは1985年まで12月の年末に開催されていた。現在のような1月開催になったのは1987年の大会からであり、1985年12月 → 1987年1月と開催時期の変更がなされたため「1986年全豪オープン」は“開催せず”の空欄となっている。
4. ↑  Top five women's winning streaks http://www.tennishead.net/news/on-tour/2012/03/23/top-five-womenandxe2andx80andx99s-winning-streaks
5. ↑  チャンピオンたちの食事-何を食べて勝ったか　著者：ジェーン・ウイルケンス・マイケル　訳者：鈴木正成　発行所：同文書院　発行日：1985年(昭和60年)9月7日
6. ↑  ｢The Leonard Lopate Show｣
7. ↑  “Martina accepts HRC's 2000 National Equality Award”.   Rainbow Card (2006年12月5日). 2006年12月5日閲覧。
8. ↑  http://www.peta.org/mc/NewsItem.asp?id=5807
9. ↑  “Martina Navratilova proposal broadcast on big screen at US Open”. (2014年9月6日) 2014年9月7日閲覧。